# Mogilno (województwo małopolskie)
Mogilno – wieś w Polsce położona w województwie małopolskim, w powiecie nowosądeckim, w gminie Korzenna.
W latach 1975–1998 miejscowość administracyjnie należała do województwa nowosądeckiego.
Wieś graniczy z 6 wsiami:
Od północy – Korzenna, Trzycierz
Od wschodu – Posadowa Mogilska
Od zachodu – Koniuszowa
Od południa – Paszyn, Cieniawa

## Historia
Pierwsze informacje o wsi pochodzą z 1299 r.: Wieś Mogilno nadana Janowi zwanemu Bogaczem, mieszczaninowi sądeckiemu przez Gryfinę.
W XIV wieku został zbudowany drewniany kościół pw. św. Jana Chrzciciela, który spłonął ok. 1558 r. W 1596 r. powstała tu pierwsza szkoła. Istniejąca obecnie placówka została wybudowana w 1968 r.
Ok. 1558 r. powstała we wsi kamienia kaplica pw. św. Anny. Nowy kościół pw. św. Marcina biskupa z Tours zbudowano z drewna modrzewiowego w XVII wieku. Jego remont przeprowadzono w 1891 r. i w 1930 r.
W Mogilnie w 1770 r., czyli dwa lata przed pierwszym rozbiorem Polski, został podpisany akt przyłączenia części ziem sądeckich do Królestwa Węgier.

## Zabytki
Obiekt wpisany do rejestru zabytków nieruchomych województwa małopolskiego.
- Zespół kościoła pw. św. Marcina: kościół, kaplica pw. św. Anny, dzwonnica, ogrodzenie z kapliczką.

## Rezerwat przyrody na stoku Jodłowej Góry
W Mogilnie znajduje się rezerwat florystyczny Cisy w Mogilnie (651 m n.p.m.) o powierzchni około 35 ha. Został on utworzony w 1963 r. Położony jest na stoku Jodłowej Góry. Założono go dla ochrony naturalnego stanowiska cisów. Na terenie rezerwatu rośnie około 800 okazów tych drzew, z których niektóre osiągają wysokość 9 m. Pod względem pokroju cisy przedstawiają różne formy: jednopienne, kilkupienne oraz krzaczaste.

## Ochotnicza Straż Pożarna
Ochotnicza Straż Pożarna w Mogilnie została założona w 1946 roku. Od 4 maja 2015 roku jednostka znajduje się w strukturach krajowego systemu ratowniczo-gaśniczego.